# Römische Ausgrabungen im Saarland
Das Römische Reich hat auch im Saarland seine Spuren hinterlassen. Diese Geschichtsepoche wurde beispielsweise in der Ausstellung Die Römer an Mosel und Saar dokumentiert.

## Römische Straßen
Vier römische Straßen von überregionaler Bedeutung kreuzten das Saarland:
- Die Straße von Metz nach Trier folgte der Mosel und verlief über den Saargau bei Borg.
- Die Straße von Metz nach Mainz überquerte die Saar bei Pachten und führte über Tholey.
- Die Straße von Metz nach Worms ging über Saarbrücken und Schwarzenacker.
- Quer zu diesen drei Straßen verlief die Straße von Saarburg (Lothringen) nach Trier, die weitgehend an der Saar entlang verlief.

Daneben gab es zahlreiche „Querverbindungen“, etwa von Schwarzenacker nach Tholey und weiter nach Trier.

## Römische Siedlungen
Insbesondere an den Straßenkreuzungen und Flussübergängen entstanden Siedlungen. Einige solcher „Vici“ (Singular „Vicus“) im Saarland waren von besonderer Bedeutung:
- Schwarzenacker mit dem Römermuseum Schwarzenacker
- Contiomagus beim heutigen Pachten mit einem spätrömischen Kastell aus dem Ende des 3. Jahrhunderts
- Tholey
- der Vicus Saravus in Saarbrücken und das später über ihm erbaute spätrömische Kastell Saarbrücken
- Bliesbruck-Reinheim

In der Spätantike wurden viele dieser Siedlungen zu befestigten Kastellen ausgebaut.

## Römische Villen
Neben den „vici“ entstanden verstreut auch bedeutende Einzelsiedlungen in Form von Landgütern oder „Villen“ (Singular „Villa“). Folgende Villen verdienen besondere Erwähnung: Sie sind durch archäologische Ausgrabungen gut erforscht und teils rekonstruiert.
- Die Römische Villa Borg in Borg
- Die römische Villa in Mechern
- Die römische Villa in Nennig
- Die römische Villa in Reinheim
- Die Ruine „Sudelfels“ bei Ihn

### Römische Villa in Nennig

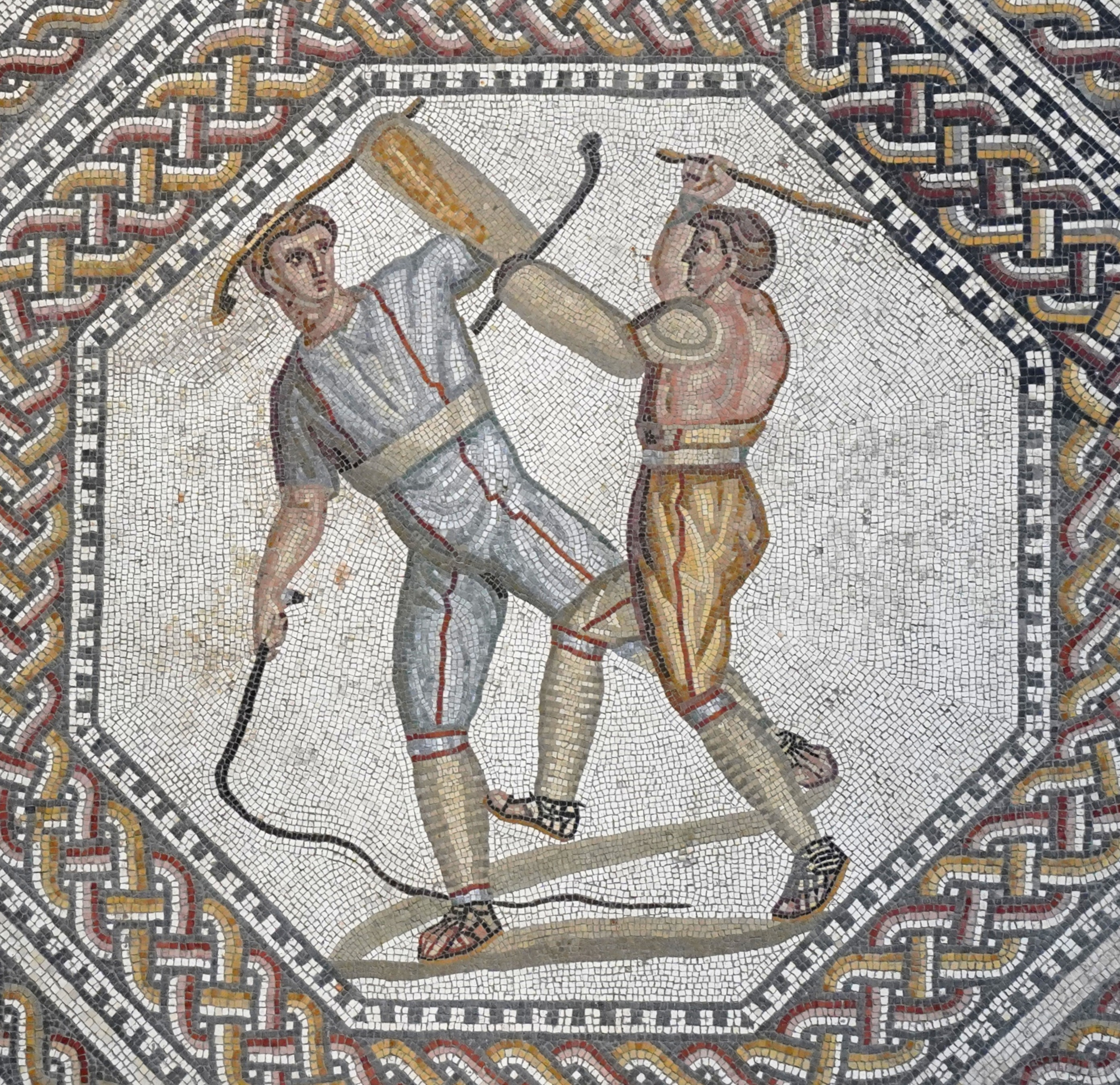
Ausschnitt 1

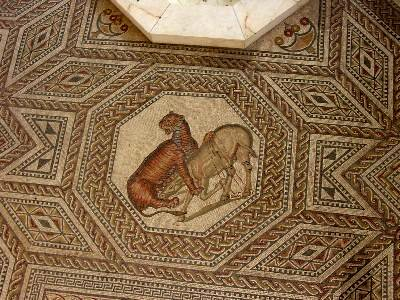
Ausschnitt 2

Nennig ist ein Ortsteil von Perl und vor allem durch seine römische Villa bekannt. Das aus dem 2. Jahrhundert n. Chr. stammende Gebäude wurde 1852 bei Erdarbeiten entdeckt. Man grub die Reste einer großen Villa aus. Ein 10 × 16 Meter großer Mosaikfußboden ist fast unversehrt erhalten. Es sind die besterhaltenen römischen Mosaiken nördlich der Alpen. Es werden Kämpfe von Menschen und Tieren mit Musikuntermalung – wie sie in den Arenen tatsächlich stattfanden – in Ornamenten verbunden dargestellt. Das prunkvolle Wohnhaus, dessen rund 120 Meter breite Fassade sich der Mosel zuwendet, ein abseits errichtetes Bad von fast 500 Quadratmetern Grundfläche und ein 256 Meter langer, überdachter Wandelgang zwischen Wohn- und Badegebäude schienen eine Deutung als Luxusvilla zuzulassen.
Dass zu dem gutsherrlichen Anwesen („villa“) nicht nur der herrschaftliche Wohnsitz („pars domestica“), sondern auch ein Gutshof mit Ökonomiegebäuden („pars rustica“) gehört hatte, erwies sich erst, als 1997 moselwärts ein Neubaugebiet erschlossen wurde. Dabei konnten zu beiden Seiten eines riesigen Hofareals die Standorte von drei Gebäuden ermittelt werden. Eines wurde bis 2001 unter Mitwirkung der Fachrichtung Vor- und Frühgeschichte der Universität des Saarlandes vollständig ausgegraben.
49° 31′ 44,4″ N, 6° 23′ 4,9″ O

## Europäischer Kulturpark Bliesbruck-Reinheim
Von besonderer Bedeutung ist die deutsch-französische Ausgrabungsstätte in Reinheim und Bliesbruck. Hier sind eine bedeutende keltische Grabanlage, eine römische Villa und eine gallo-römische Siedlung, die alle nur wenige hundert Meter auseinanderliegen, zum Europäischen Kulturpark zusammengefasst.

## Kupferstollen des Emilianus
Der Emilianusstollen in St. Barbara (Wallerfangen) ist unversehrt erhalten. Seit 1967 ist er der Öffentlichkeit zugänglich. Über die Geschichte des Stollens informiert auch das Saarländische Bergbaumuseum in Bexbach.

## Grabstätten
Die Grabhügel von Oberlöstern sind zwei monumentale Grabstätten aus der Römerzeit in der Nähe des Waderner Ortsteils Oberlöstern. Die beiden Grabhügel, die vermutlich aus dem 2. Jahrhundert n. Chr. stammen, wurden offenbar auf einem bereits bestehenden römischen Friedhof mit Urnengräbern und Aschengruben angelegt, zu dem eine Siedlung etwa 400 Meter weiter nordöstlich gehörte. Diese lag in der heutigen Flur „Honigsack“.

## Kultstätten – Heiligtümer
Neben den „Vici“ und „Villen“ findet man im Saarland auch mehrere Kultstätten und Heiligtümer, die unter anderem dem Mithras-Kult oder dem Götterpaar Merkur und Rosmerta geweiht waren.
- Das Mithras-Heiligtum auf dem Saarbrücker Halberg
- Das Mithras-Relief in Freisen-Schwarzerden
- Die Doppelanlage Gallo-römischer Tempelbezirk Bierbach
- Das Quellheiligtum „Sudelfels“ bei Ihn
- Das dem Mars geweihte „Kasbruch-Heiligtum“ bei Neunkirchen